# Elephantomyia aurantiaca
Elephantomyia aurantiaca är en tvåvingeart som beskrevs av Alexander 1917. Elephantomyia aurantiaca ingår i släktet Elephantomyia och familjen småharkrankar. Inga underarter finns listade i Catalogue of Life.